# Aleksandr Uvarov
Aleksandr Viktorovich Uvarov - em russo, Александр Викторович Уваров (Orekhovo-Zuyevo, 13 de janeiro de 1960) é um ex-futebolista russo.
Iniciou a carreira em 1981, jogando por 19 anos, e em apenas duas equipes: até 1991, no Dínamo de Moscou; e, de 1991 até 2000, no Maccabi Tel Aviv de Israel, onde faria grande sucesso na década de 1990, vencendo três vezes a Liga Israelense (em 1992, 1995 e 1996), duas vezes a Copa da Israel (1994 e 1996). Não por acaso, "Shura", como era conhecido, foi eleito o melhor jogador do país em 1996, ano em que o Maccabi conquistou os dois torneios nacionais. No Dínamo, pôde conquistar apenas a Copa da URSS de 1984.
Realizou onze partidas pela Seleção Soviética, nos anos de 1990 e 1991, não chegando a jogar pela Rússia. Foi à Copa de 1990 como segundo reserva de Rinat Dasayev, mas acabou jogando duas partidas: a derrota de 0 x 2 para a Argentina e a vitória por 4 x 0 sobre Camarões, respectivamente o segundo e terceiro jogos da equipe, eliminada ainda na primeira fase. Aquela foi a única competição de seleções disputada por Uvarov, que não fora lembrado para a Copa de 1986 e a Eurocopa de 1988.
Desde 2000, ano de sua aposentadoria como jogador, exerce a função de treinador de goleiros do Maccabi Tel-Aviv, e entre 2000 e 2012, trabalhou na Seleção Israelense.